# Jean-François Chabrun
 (octobre 2020).
Pour les articles homonymes, voir Chabrun.
Jean-François Chabrun, né le 22 juin 1920 à Mayenne en Mayenne et mort le 18 septembre 1997 à Nîmes, est un poète, résistant, journaliste, écrivain et critique d'art français.

## Biographie
Jean-François Chabrun appartient par sa mère, lyonnaise, comme par son père, mayennais, à une famille de médecins, de juristes et d'hommes politiques français. Il est le fils de César Chabrun, professeur, homme politique, ancien député de la Mayenne, ancien ministre et de Madame Marthe Chabrun, née Marthe Audibert, l'une des premières femmes diplômées d'études supérieures en France (grande germaniste). Dès 1935, pionnière de l'antifascisme, elle crée et préside les premiers « comités de défense des prisonniers politiques » avec Andrée Viollis et le professeur Souriau. Elle se rend courageusement en Allemagne et en Roumanie visiter les premiers prisonniers communistes emprisonnés par les nazis. Elle accueille les réfugiés politiques qui fuient le fascisme qui s'étend à l'est : Allemands, Tchèques, Autrichiens, Juifs, Roumains puis les réfugiés du Sud, Italiens et Espagnols. Elle héberge et cache entre autres la famille de Léon Trotsky, et elle organise le voyage du petit-fils de Léon Trotsky pour le Mexique.
Élève au lycée Henri-IV à Paris, Jean-François Chabrun suit des études supérieures à Rennes et à la Sorbonne (licence ès lettres). En 1938, il participe aux manifestations du groupe néo-dada Les Réverbères et collabore à la revue du même nom fondée par Jean Marembert et Michel Tapié en avril.
Après un séjour en Allemagne, il publie dans le troisième numéro des Réverbères (novembre 1938) l'article, Entartete Kunst sur l'oppression du nazisme. Il quitte le groupe en 1939 et adhère à la Fédération Internationale de l'Art Révolutionnaire Indépendant (FIARI) où il rencontre André Breton. Il signe avec les surréalistes le tract collectif : À bas les lettres de cachets ! À bas la terreur grise ! (août 1939).
Licencié ès-lettres-philo, il intègre le Musée de l'Homme pour le département de l'Océanie. Pendant la drôle de guerre, Jean-François Chabrun est arrêté et incarcéré avec Léo Malet, Benjamin Péret et Béno Stenberg inculpés pour « complot contre la sûreté extérieure de l'État » et « reconstitution de la ligue dissoute » (trotskiste). 
En mai 1944, Jean-François Chabrun est exclu par les trotskistes de La Main à Plume, pour cause de « stalinisme ».
Membre du CPL (Comité parisien de libération) 1944-1946, il est Conseiller de la ville de Paris et Conseiller général de la Seine  au titre du Comité parisien de libération, médaillé de la Résistance, est nommé par décret du Général de Gaulle Conseiller général de la Seine, il a 24 ans. À ce titre, il siège à la commission des affaires culturelles de Paris avec les professeurs Paul Langevin, Paul Rivet et Mario Roques. En marge de ses activités poétiques et littéraires, il collabore au quotidien communisant Ce Soir (dirigé par l'écrivain Jean-Richard Bloch) en tant que grand reporter puis chroniqueur littéraire. Il est envoyé en 1945 en République Tchécoslovaque et à Londres par les F.U.J.P. (Forces Unies de la Jeunesse Patriotiques). Il est également employé comme rédacteur pour le Magazine "J" en 1946.
Il devient secrétaire particulier de Louis Aragon (1947-1948), pour lequel il suit les rapports entre le Parti communiste français et les intellectuels au sein du Comité national des écrivains. Il est secrétaire général de la Bibliothèque Française, maison d'édition du PC. Après avoir rompu avec Aragon, il s'éloigne définitivement du PC à l'occasion du procès Rajk (leader communiste hongrois). Sur les conseils de proches, il devient durant une année (1949) agent de publicité pour Tourisme et travail, puis deux années, inspecteur de la banque Caisse Centrale du Crédit Coopératif.
Il prend la succession dans la librairie d'Adrienne Monnier.
En 1954, à la suite de son divorce, il abandonne la librairie  pour se tourner vers la critique d'art dans divers organes de presse : L'Express, Le Nouveau Candide, Paris Match, Parents, Ésope, Les Nouvelles Littéraires, La Gazette de Lausanne, Télé 7 jours, Marie Claire, Connaissance des Arts, Arts magazine.
Il se spécialise dans l'art chinois de la "haute époque" (du néolithique à la dynastie des Ming).
Principales émissions de télévision: Van Dongen, Nicolas Ledoux et les architectes « visionnaires » du XVIIIe siècle, Francisco de Goya. De 1950 à 1982, il est chroniqueur, commentateur artistique et conférencier pour l'ORTF.
Pour des besoins amicaux et personnels, il crée les éditions Hors-Mesure (1965) et vient au secours de Bruno Durocher, afin de poursuivre les publications de la revue Caractères, qui fut interrompue en 1958.
Il crée et fonde la revue l'Ingénu, avec le soutien de son épouse (Élisabeth) "Lizzie", revue trimestrielle des Lettres et des Arts, dont le premier numéro est sorti le premier trimestre 1979. Il y eut 59 numéros (printemps 1994).

## Œuvres
- L'Art Dégénéré. Édition Les Réverbères, 1938
- Les Déserts de l'Enthousiasme, Édition de La Main à Plume, 1942
- Qui fait la pluie et le beau temps avec un dessin de Tita. Les pages libres de La Main à Plume, 1943
- Le surréalisme encore et toujours, Éditions de La Main à Plume, 1943
- Apollinaire et le surréalisme, Galerie Breteau, 1943
- La Mystique et l'enthousiasme (surréalisme et religion), no 1 de la collection Tracts, 1944. Éditions de La Main à Plume
- Feuillets de Quatre Vingt et Un, dans Cahier du 4'21, 1944
- Dernier Eté, 1946. Inédit. Hommage à ses amis disparus et à tous les autres, victimes du régime nazi
- Marco Ménégoz, dans Les Lettres Françaises, 1947
- Le Secret public, deux poèmes ornés de six gravures de J-V Manuel, 1948. Mis en musique par Witold Lutosławski, Paroles Tissées
- Max Bucaille, avec la collaboration de Noël Arnaud et de René Passeron pour Le Messager Boiteux de Paris, éditions GLM, 1950
- Idée Première, avec une gravure de René Passeron pour Le Messager Boiteux de Paris, 1951
- Traduction et adaptation pour la télévision de Don Juan et Faust : les Romantiques allemands de Christian Dietrich Grabbe, éditions Desclée De Brouwer, Paris, 1956
- Paysage. Poésie. Écriture de l'auteur ornée de 7 dessins d'Henri Seigle, imprimé par Roger Grumiaux, 1957
- Épouvantables épouvantails, avec des photographies de Robert Doisneau, Paris, Hors Mesure, 1965
- Descriptions, poésie avec 30 lithographie de Paul Ackerman, éditions Hors Mesure, Paris, 1968
- Les Chantiers chimériques, poésie, Paris, Flammarion, 1970
- La Parcelle fantôme, Paris, éditions de la Table ronde, 1981
- Quelqu'un, poésie, illustré par Michel Barbault, 1981
- Le Mirage en hiver, poésie, illustré par Michel Barbault, Lambesc, 1983
- Orme Mirant Miroir, poésie; texte bilingue, traduction anglaise de Robert Bell et Sarah Harrison avec une esquisse de l'auteur, 1984
- Antigone est parmi nous, pièce en 3 actes, 1985, inédit
- Clopinet bat sa femme, 1986. Inédit.
- L'eau, la terre, l'air, le feu Poésie. Illustré par Michel Barbault 1988 Livre d'artiste fait main. Tirage limité à 33 exemplaires.
- Le chemin de croix. Poésie. Illustré par Michel Barbault 1989. Livre d'artiste fait main. Tirage limité à 33 exemplaires.
- Discours de Jean-François Chabrun prononcé par Albert Féraud élu membre de la section sculpture lors de la séance publique tenue à l'Institut de France par l'Académie des Beaux-Arts, le 20 mars 1990.
- Lettre à André Breton, 1992. L'Ingénu, No LI. Également dans le no 2 de la revue franco-anglaise Rambler (Boston, Londres et Fontarêche, dans le Gard) dont l'animateur est Philip O'Connor, auteur de Mémoires d'un bébé public, édité par Maurice Nadeau et réédité en livre de poche. En 1994 la revue "SOUFFLES" dirigée par Jacques Gasc consacra un cahier complet à l'auteur, notamment la "Lettre à André Breton".
- Les vieux poètes. Poésie. Illustré par Michel Barbault, 1994. Livre d'artiste fait main. Tirage limité à 33 exemplaires.
- Fenêtre ouverte parle au vent, ou comme un cadavre exquis, 1995/1996 Inédit. Témoignage de l'auteur retraçant les diverses époques vécues dont il fut témoin, des Réverbères, de l'Occupation, la clandestinité, ses engagements, ses isolements et pour finir son anonymat.
- Poèmes instantanés 1997, (Haïku). Illustré par Michel Barbault, pour l'exposition de Tokyo à la galerie Massouda.Hosaka Bulding, 1998 Livre d'artiste fait main. Tirage limité à 33 exemplaires.

### Études critiques et essais
- Picasso. Dessins de trottoirs illustrés par un texte écrit « à quatre mains » par le peintre et l'auteur. Les pages libres de la Main à Plume, no 12. Paris 1943.Tirage limité à 265 exemplaires
- Philippe Bonnet, éditions de la Galerie Motte, Paris, 1958
- Roger Lersy.  Artiste-peintre, Genève, Paris, Éd. Motte, 1961
- Goya. Éditions Somogy, Paris-Stuttgart-Oslo etc. collection Les plus grands, 1965
- Alkis Pierrakos. Préfaces de Dimitris A. Fatouros et Jean-François Chabrun, Galerie Merlin, Athènes (Grèce), 1965
- Auguste Rodin, Edita, Lausanne, La Bibliothèque des Arts, 1967 en coll avec Robert Descharnes, réédité en 1986
- Sous l'invocation de Cottavoz  (Galerie Kriegel), Paris 1973
- Vingt et un grammes de plus ou l'homme clandestin, Paris, Éditions de la Table Ronde, 1974
- Albert Féraud, Paris, Le Musée de Poche, 1974
- Le Bon État, vie de Cola di Rienzo (l'aventure du dernier tribuns républicains à Rome, au temps des Papes d'Avignon), Paris, Éditions Le Sagittaire, 1978
- Le surréalisme encore et jamais, Éditions Rafaël de Surtis, 2006.Tirage limité à 200 exemplaires.

## Pour approfondir